# جيري روس (ضابط)
جيري روس (بالإنجليزية: Jerry L. Ross)‏ (و. 1948  م) هو ضابط، ورائد فضاء، وطيار أمريكي، ولد في كراون بوينت.

## التعليم
تعلم في كلية تدريب الطيارين الاختباريين الأمريكية ‏، وجامعة بيردو.

## الخدمة العسكرية
خدم في القوات الجوية الأمريكية.

## جوائز
حصل على جوائز منها:
- وسام الاستحقاق الأمريكي برتبة فيلق
- قاعة مشاهير رواد الفضاء بالولايات المتحدة.